# Andreas Adam Hochstetter

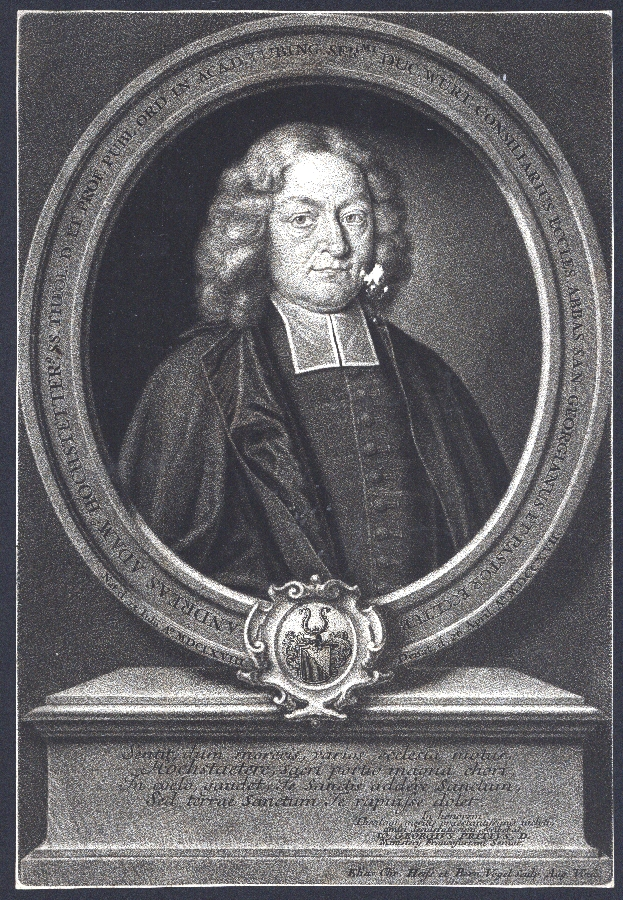
Andreas Adam Hochstetter

Andreas Adam Hochstetter (* 13. Juli 1668 in Tübingen; † 26. April 1717 in Tübingen) war ein deutscher evangelischer Theologe.

## Leben
Geboren als Sohn des einstigen Tübinger Professors Johann Andreas Hochstetter und dessen Ehefrau Anna Katharina geb. Linde, besuchte er die Klosterschule in Maulbronn, immatrikulierte sich an der Universität Tübingen, wo er am Evangelischen Stift seinen Studien nachging und 1683 den akademischen Grad eines Magisters erlangte. 1688 unternahm er durch die Unterstützung des Administrators Herzog Friedrich Karl eine Bildungsreise, die ihn durch verschiedene Universitäten führte.
So war er an der Universität Straßburg, Basel, Jena, Leipzig, Wittenberg, Frankfurt (Oder), Helmstedt und in Hamburg sowie in Dresden, wo er ein halbes Jahr im Haus von Philipp Jacob Spener seinen Wohnsitz hatte. Aber nicht nur die Universitäten Deutschlands besuchte er, sondern er reiste auch nach Holland und England, wobei er mit den bedeutendsten Theologen seiner Zeit zusammentraf. Zurückgekehrt nach Tübingen wurde er 1690 Diakon, hielt Privatvorlesungen und wurde 1697 Professor für Poesie und Rhetorik.
Nachdem er die Professur der Ethik übernommen hatte, wurde er 1705 zum außerordentlichen Professor der Theologie berufen, womit er Superintendent des evangelischen Stifts wurde. 1707 stieg er in eine ordentliche Professur auf und ging 1711 als Oberhofprediger und Konsistorialrat nach Stuttgart. Nach 4 Jahren kehrte er in sein altes Lehramt nach Tübingen zurück, wo er als Rektor der Akademie starb. Als Theologe bemühte er sich um einen Ausgleich der lutherischen Orthodoxie und des Pietismus. Er war an der Übertragung des Neuen Testaments von Reinhard Hedinger beteiligt und übersetzte englische Schriften ins Lateinische.

## Werkauswahl
- Oratio de Vtilitate, Quam Theologiae Studiosus capere potest ex Itinere Italico, Altdorff 1678
- Collegium Pufendorfianum, Tübingen 1710, 1719
- De jure poenarum, Tübingen 1710
- Collegiom pafendorfianum; librum de guse poenarum, commentatories in Joh. Ludov Vivis introductionem ad sapientiam;
- Disputationes destatu hominis naturalis;
- De Abrahamo matrimonium diffimulante;
- De ingressu summi Pontificis in sanctissimum Sanctnarium;
- De religione naturali;
- De guramentis;
- Theses Theologicas